# برايان أونيل
برايان أونيل (بالإنجليزية: Brian O'Neil)‏ (6 سبتمبر 1972 في المملكة المتحدة - ) هو لاعب كرة قدم بريطاني في مركز الوسط. شارك مع منتخب اسكتلندا لكرة القدم. أما مع النوادي، فقد لعب مع بريستون نورث إيند وديربي كاونتي ونادي أبردين ونادي سلتيك ونادي فولفسبورغ ونوتينغهام فورست.

## وصلات خارجية
- برايان أونيل على موقع قاعدة بيانات كرة القدم.إي يو (الإنجليزية)
- برايان أونيل على موقع عالم كرة القدم.نت (الإنجليزية)